# Taipei chinois aux Jeux olympiques de la jeunesse d'hiver de 2012
Le Taipei chinois a participé aux Jeux olympiques de la jeunesse d'hiver de 2012 à Innsbruck en Autriche du 13 au 22 janvier 2012. L'équipe était composée de quatre athlètes dans trois sports.

## Résultats

### Luge
Taïwan a qualifié un homme en luge.
Homme
| Athlète    | Épreuve       | Finale   | Finale   | Finale         | Finale |
| Athlète    | Épreuve       | Manche 1 | Manche 2 | Total          | Rang   |
| ---------- | ------------- | -------- | -------- | -------------- | ------ |
| Lien Te-An | Simple hommes | 41 s 044 | 40 s 856 | 1 min 21 s 900 | 20     |

### Patinage de vitesse sur piste courte
Taïwan a qualifié un patineur et une patineuse de vitesse sur piste courte.
Homme
| Athlète         | Épreuve             | Quart de finale | Quart de finale | Demi-finale    | Demi-finale | Finale         | Finale |
| Athlète         | Épreuve             | Temps           | Rang            | Temps          | Rang        | Temps          | Rang   |
| --------------- | ------------------- | --------------- | --------------- | -------------- | ----------- | -------------- | ------ |
| Chang Yin-Cheng | 500 mètres hommes   | 48 s 113        | 4 qCD           | 46 s 824       | 1 qC        | 46 s 412       | 2      |
| Chang Yin-Cheng | 1 000 mètres hommes | 1 min 53 s 640  | 4 qCD           | 1 min 37 s 806 | 2 qC        | 1 min 59 s 205 | 3      |

Femme
| Athlète    | Épreuve             | Quart de finale | Quart de finale | Demi-finale    | Demi-finale | Finale         | Finale |
| Athlète    | Épreuve             | Temps           | Rang            | Temps          | Rang        | Temps          | Rang   |
| ---------- | ------------------- | --------------- | --------------- | -------------- | ----------- | -------------- | ------ |
| Lin Yu-Tzu | 500 mètres femmes   | 49 s 423        | 4 qCD           | 48 s 598       | 2 qC        | 49 s 492       | 4      |
| Lin Yu-Tzu | 1 000 mètres femmes | 1 min 39 s 749  | 3 qCD           | 1 min 39 s 539 | 1 qC        | 1 min 39 s 185 | 2      |

Mixte
| Athlète                                                                                          | Épreuve              | Demi-finale    | Demi-finale | Finale         | Finale |
| Athlète                                                                                          | Épreuve              | Temps          | Rang        | Temps          | Rang   |
| ------------------------------------------------------------------------------------------------ | -------------------- | -------------- | ----------- | -------------- | ------ |
| Équipe D Elisabeth Witt (GER) Thomas Insuk Hong (USA) Sumire Kikuchi (JPN) Chang Yin-Cheng (TPE) | Relais mixte par CNO | 4 min 23 s 141 | 4 qB        | 4 min 24 s 360 | 1      |
| Équipe E Sarah Warren (USA) Kei Saito (JPN) Lin Yu-Tzu (TPE) Josse Antonissen (NED)              | Relais mixte par CNO | 4 min 36 s 208 | 4 qB        | 4 min 30 s 383 | 3      |

### Ski alpin
Taïwan a qualifié un homme en ski alpin.
Homme
| Athlète     | Épreuve      | Finale        | Finale        | Finale        | Finale |
| Athlète     | Épreuve      | Manche 1      | Manche 2      | Total         | Rang   |
| ----------- | ------------ | ------------- | ------------- | ------------- | ------ |
| Wu Meng-Che | Slalom       | 1 min 14 s 46 | 1 min 11 s 01 | 2 min 25 s 47 | 35     |
| Wu Meng-Che | Slalom géant | 1 min 36 s 28 | 1 min 30 s 81 | 3 min 07 s 09 | 38     |